# Bithur
Bithur ou Bithoor est une ville du district de Kanpur Nagar en Uttar Pradesh en Inde. 
Bithur est située sur la rive droite du Gange et est un centre de pèlerinage hindou. Selon les écritures hindoues, elle est le lieu de naissance des fils de Rāma, Lava et Kusha. Elle est également le centre de la révolte des cipayes de 1857, base de Nana Sahib.